# Uraneis ucubis
Uraneis ucubis är en fjärilsart som beskrevs av William Chapman Hewitson 1870. Uraneis ucubis ingår i släktet Uraneis och familjen Riodinidae. Inga underarter finns listade i Catalogue of Life.